# Torneo Mario Correa Letelier 2025
El Torneo Mario Correa Letelier 2025 fue la vigésimo cuarta edición de la competencia de atletismo organizada por el Club Atlético Santiago, en homenaje a un destacado dirigente deportivo de Chile. Se desarrolló entre el 22 y 23 de marzo de ese año en el Estadio Mario Recordón. El torneo formó parte del calendario oficial de la Asociación Atlética Regional Metropolitana en 2025, afiliada a la Federación Atlética de Chile. El ganador del torneo fue la rama de atletismo del Club Deportivo Universidad Católica.

## Hitos
Se destacaron los triunfos de deportistas chilenas de trayectoria nacional e internacional, como Isidora Jiménez de Universidad Católica en 100 metros planos con 11.48, y también en 200 con 23.97. En 800 metros planos ganó Berdine Castillo de Atlético estudiantes con un registro de 2:05.66, estableciendo el récord del campeonato. En varones, Claudio Romero de Universidad Católica batió el récord del torneo en lanzamiento de disco, con una distancia de 63.92.

## Resultados
Se reseñan los puntajes de los cinco primeros lugares del torneo.
| Posición | Club                          | Puntaje |
| -------- | ----------------------------- | ------- |
| 1.º      | Universidad Católica          | 420.5   |
| 2.º      | Atlético Santiago             | 369.5   |
| 3.º      | Atlético Francés              | 141.5   |
| 4.º      | Club Manquehue                | 84      |
| 5.º      | Club Atlético Formativo Talca | 67      |